# Azumanga Daioh
Azumanga Daioh (あずまんが大王, Azumanga daiō) est un manga de Kiyohiko Azuma, de type yonkoma (manga de quatre cases, équivalent du comic strip). La série est prépubliée dans le Dengeki Daioh entre février 1999 et juin 2002 puis publiée par l'éditeur MediaWorks en un total de quatre volumes reliés. La version française est éditée par Kurokawa en quatre volumes sortis entre septembre 2005 et mars 2006.
Une adaptation en série d'animation est produite par le studio J. C. Staff et diffusée au japon entre avril 2002 et septembre 2002.

## Synopsis
L'action se situe principalement dans un lycée des environs de Tokyo. Les protagonistes sont des jeunes filles, élèves de ce lycée, et deux de leurs professeurs. Ainsi, le lecteur peut découvrir, pendant leurs trois années d'études, leur vie quotidienne ponctuée de situations parfois cocasses, aussi bien en classe qu'après les cours ou pendant leurs voyages entre amies. Le ressort comique de cette œuvre repose principalement sur les personnalités et les antagonismes entre personnages, tous très différents et sources de gags récurrents.

## Personnages

### Personnages principaux

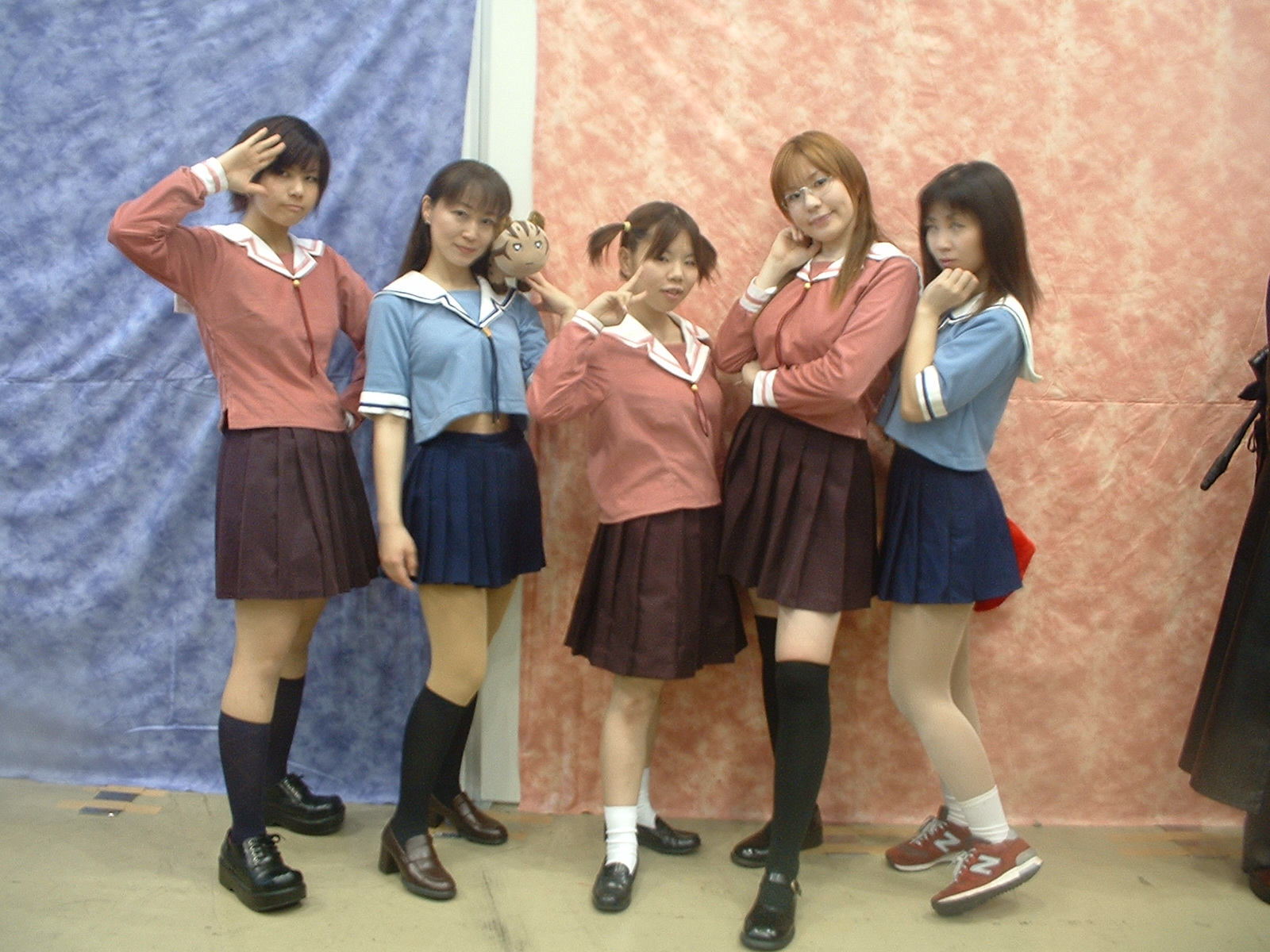
Costumades de personnages de Azumanga Daioh au World Cosplay Festival de 2006.

- Chiyo Mihama (美浜ちよ?), surnommée Chiyo-chan

Fille surdouée de 10 ans, elle devient très vite mascotte du groupe. Elle se retrouve, non sans fierté, dans le même lycée que ses camarades après avoir sauté cinq classes — ce qui est normalement impossible au Japon, et qui a inspiré bien des situations comiques à l'auteur. Elle demeure malgré la différence d'âge toujours la plus douée de la classe. Les seuls domaines où ses performances sont inférieures seraient apparemment les virelangues... ainsi que les activités sportives, ce qui n'est pas sans la démotiver — elle est notamment très pessimiste avant les fêtes du sport.
Malgré son apparente mentalité d'adulte — elle est élue déléguée de la classe pour plusieurs semestres —, sa personnalité reste celle d'une fille de son âge. Fille d'une famille aisée, ce qui l'empêche d'être dotée de toute notion de rareté, elle vit dans une immense demeure et possède une maison de vacances en bord de mer, dont elle fait profiter ses amies. Son caractère est pacifiste et généreux.
Dans l'imaginaire d'Ōsaka, les couettes qu'elle porte en permanence lui servent à voler. La naïveté de cette dernière est l'une des raisons pour lesquelles Chiyo se sent proche d'elle, tout comme de Sakaki, dont la taille et l'attitude lui plaisent ; tandis que son amie lui envie son côté « mignon » et la relation qu'elle entretient avec son chien, Tadakichi. Signification du prénom : « mille ans » (c'est-à-dire « une éternité »).
- Ayumu Kasuga (春日歩?), surnommée Ōsaka (大阪?)

Légèrement léthargique, tête-en-l'air, lente à réagir, ce dont elle est consciente mais qu'elle ne veut pas assumer, Ōsaka est une élève qui « n'a pas été facile [à] choper » (dixit Yukari). Bien qu'elle dorme régulièrement en classe et que sa conversation soit parfois décousue, elle montre des dispositions stupéfiantes sur certains points sortant de l'ordinaire, comme la résolution de devinettes humoristiques (ce qui est caractéristique de sa région d'origine), ce qui complète sa créativité en matière d'humour noir. Elle fait également preuve d'une grande imagination. Bien qu'elle soit vue comme une personne dépourvue de motivation, elle se révèle toutefois par moments très intéressée, parfois au point de ne plus voir le reste de ce qui l'entoure. Il est extrêmement rare de la voir s'énerver. Elle et Chiyo sont proches, et même si cette dernière obtient de bien meilleurs résultats (sauf en EPS, où elles ont en commun une certaine médiocrité), toutes deux semblent voir le monde à travers les mêmes yeux d'enfant. Pourtant, Ōsaka manque totalement de sens commun et de raison. Elle semble par contre dotée d'une habilité certaine à s'intéresser à tout ce dont tout le monde se désintéresse, et s'amuser facilement de tout ce qui peut sembler être bizarre. Son surnom Ōsaka lui a été vite attribué par Tomo, qui a préféré retenir d'elle son lieu de résidence précédent — pensant que sa personnalité y serait liée : bavarde, exubérante, etc. — plutôt que son identité. En réalité, sa ville natale est Wakayama. Toutefois ce surnom fera vite partie de son personnage, au point que même les professeurs ne connaîtront plus sa véritable identité. Elle parle le kansai-ben (dialecte d'Ōsaka) et non le japonais standard. Anecdotiquement, elle est classée en 7e position dans le classement des « héroïnes d'anime 2002 » du magazine japonais Newtype.
- Koyomi Mizuhara (水原暦?), surnommée Yomi (よみ?)

Amie d'enfance malgré elle de Tomo, dont tout en elle est l'opposé, elle s'illustre dans le manga principalement en tant que souffre-douleur de celle-ci, ce qui n'est pas sans créer de situations comiques - si elle ne fait généralement que s'énerver, il lui arrive également d'user de la violence contre celle-ci. Elle donne l'impression d'être la « voix de la raison » du groupe, mature et sérieuse, mais aime parfois faire preuve d'un sens de l'humour assez noir (voir l'épisode du hoquet d'Ōsaka). Studieuse, elle fait partie des bonnes élèves du groupe, bien qu'elle n'égale pas Chiyo dans les résultats et que ses examens de fin d'études soient peu encourageants. Elle se révèle également assez athlétique, peut-être parce qu'elle se sent affectée de surpoids — elle accumule également en vain les régimes, bien qu'elle semble être en réalité assez svelte, mais a beaucoup de mal à résister à la tentation. Malgré sa volonté de se faire remarquer par un comportement adulte, on remarque parfois que sa vraie nature est en fait aussi enfantine que celle de ses comparses. Ses nom et prénom (qui ne sont révélés que dans le 2d tome) signifient : « lire entre les lignes ».
- Tomo Takino (滝野智?), surnommée Tomo

Survoltée, dynamique, tête brûlée, bien que paresseuse et peu athlétique, Tomo est toujours enthousiaste, extrêmement confiante en elle-même (jusqu'à lancer des défis idiots qu'elle perd toujours à cause de ses mauvaises performances dans tous les domaines) et volontairement taquine voire provocatrice si cela peut animer la vie de la troupe, et en particulier agacer Yomi. Elle prend ainsi un malin plaisir à ennuyer ses camarades, et par exemple à traiter Chiyo comme une enfant, ce qui est aussi sa manière d'exprimer son affection. Son impulsivité lui fait parfois oublier les conséquences que ses actes peuvent avoir. Elle s'illustre également dans la médiocrité de ses résultats scolaires, étonnants pour le niveau de son lycée, qui relève presque d'un je-m’en-foutisme acéré — puisqu'il nous est également dit qu'elle peut réussir lorsqu'elle fait des efforts - , qui n'a d'égal que sa fascination (et sa jalousie) pour la poitrine de Sakaki, qu'elle s'amuse régulièrement à prendre en défi, tout en sachant d'avance qu'elle n'est pas à la hauteur. De manière générale, elle est assez égocentrique et profite de chaque occasion pour affirmer sa supériorité — réelle ou injustifiée. Elle s'intéresse notablement au sexe et se plaît à inventer des blagues douteuses. Étonnement, elle est systématiquement nommée vice-déléguée, faute de volontaires. Son objectif est de devenir policière, pour exercer à Interpol.
- Sakaki (榊?)

Grande fille athlétique complexée par sa taille et sa poitrine, nettement au-dessus de la normale et toujours en croissance, ce qui exaspère certaines de ses camarades, elle est de ce fait assez timide, ce qui fait croire à tort à ses camarades de classes qu'elle est distante, impression entretenue par son visage « angulaire » (Kaorin : « Toi, tu dois jouer à des jeux du genre... Jeux de combat ou de course, non ? »). Elle est par contre l'objet de la fascination de Kaorin, qui la considère comme « cool » et ne rate pas une occasion pour la mettre en valeur. Elle adore les peluches et, plus généralement, tout ce qui est kawaii. Elle a notamment une grande passion pour les chats, qui n'est malheureusement pas réciproque (en particulier lorsqu'elle a affaire au « chat qui mord » ou kami-neko) — dans la version originale, une note nous dit que cet animal la suspecte d'avoir des intentions meurtrières. Cette passion est notamment renforcée par sa frustration de ne pas pouvoir en avoir un à la maison, sa mère étant allergique à leurs poils. Toutefois, dans le tome 4, elle rencontre au cours de son voyage sur l'île d'Iriomote un chat sauvage, nommé Mayā, qui s'attachera de manière étonnamment forte à elle, qui ira jusqu'à venir la retrouver à Tokyo. Elle s'entend le mieux avec Chiyo, dont le chien Tadakichi se laisse facilement caresser par elle. Elle est également jalouse du fait que, par son jeune âge, elle puisse ouvertement afficher son attirance envers les choses mignonnes ; tandis que Chiyo lui envie son air sérieux qui lui permet d'être plus respectée. Après ses études au lycée, elle va à l'école vétérinaire, dont l'éloignement, lui obligeant à prendre son propre appartement, lui permet de vivre avec Mayā. Signification du surnom : cleyera japonica, un petit arbre sacré de la mythologie shinto, de la famille des théacées.
- Kagura (神楽?)

Elle rejoint les héroïnes de l'histoire plus tardivement, au début de la seconde année, sous la volonté de Yukari-sensei de gagner la Fête des Sports annuelle - étant la meilleure athlète de la classe de Kurosawa-sensei lors de la fête de la première année. Il s'agit d'une élève qui consacre sa vie au sport, principalement à la natation - elle fait partie du club du lycée, d'où son bronzage lors des mois d'été - au détriment de ses études.
Bien qu'entretenant de très bonnes relations avec ses camarades, elle se plait à considérer Sakaki, athlétique malgré elle, comme une rivale sportive — puis rivale tout court, ce qui ne les empêche pas de devenir amies à part entière. Tout comme Tomo (dont elle partage nombre de traits de caractère, à l'exception de l'impulsivité et de la faculté à irriter les autres) ou Ōsaka, elle fait partie du « Club des tâches » (bonkuras), au vu de leurs médiocres résultats scolaires. Étonnement, c'est aussi une personne sensible, que l'on peut même voir pleurer de temps à autre, prête à aider les autres. Signification du surnom : un type de musique joué à la cour impériale Shinto.
- Kaori (相田かおり?), surnommée Kaorin (かおりん?) ; nom de famille supposé[8]

Jeune fille d'apparence sensible et réservée qui semble avoir une attirance non dissimulée - mais étrangement ignorée des autres - pour Sakaki (cette attirance est largement plus prononcée dans l'anime que dans le manga). Elle tente tout ce qui lui est possible pour accumuler les heures passées auprès d'elle, au risque de s'énerver lorsque la réputation de cette dernière est remise en question. En retour, Sakaki ne lui montre pas d'affection particulière, et bien qu'elle soit consciente de cette passion, elle ne voit sa camarade que comme une amie.
Kaorin témoigne d'un certain talent artistique et est membre du club d'astronomie — du moins les deux premières années, puisqu'en troisième section elle le quitte afin de pouvoir faire partie du voyage d'été avec ses amies, et notamment Sakaki. Lors de cette même année, elle se retrouve dans la classe de Kimura, à son grand désespoir.
Alors qu'elle fait partie des personnages principaux de l'anime, ses apparitions sont rares dans le manga.

### Professeurs
- Yukari Tanizaki (谷崎ゆかり?)

Professeur principal de la classe de la troupe (classe 3), enseignant l'anglais, qu'elle maîtrise parfaitement - ce qu'elle utilise comme prétexte de supériorité - , elle se comporte souvent comme une enfant. Ses méthodes sont peu conventionnelles et elle entretient une certaine proximité, alternant scènes de confidences et de provocation, avec ses élèves, qui se demandent parfois si elle est réellement une enseignante. De nombreux élèves, ainsi, ne l'appellent que par son prénom. Son humeur est très changeante, pouvant aller de l'affection à la violence ; généralement, elle demeure égoïste, irresponsable, miséreuse - en réalité, elle ressemble assez à Tomo, bien que celle-ci ait tendance à l'exaspérer en classe. Elle ne sait ni boire - bien qu'elle emmène fréquemment son amie Minamo Kurosawa, dont elle est jalouse pour sa popularité, lui payer des boissons au bar - , ni conduire une voiture - plutôt, elle se fiche des règles de conduite - et ses loisirs préférés sont l'inactivité et les jeux vidéo. Elle vit toujours chez ses parents, bien qu'elle approche de la trentaine.
- Minamo Kurosawa (黒沢みなも?), surnommée Nyamo

Professeure principale de la classe 5 puis 2, enseignant les sports, responsable et entraîneuse du club de natation - dont Kagura est membre - , elle est très appréciée de ses élèves. L'enseignement est sa vocation et pour rien au monde changerait-elle de profession. Nyamo garde (la plupart du temps) son calme et son caractère sympathique, ce qui la distingue fortement de sa collègue. Yukari et Minamo sont amies depuis le lycée et une discussion avec le proviseur révèle qu'elles sont en poste au lycée qu'elles ont elles-mêmes fréquenté, qui était autrefois un lycée pour filles. Toutefois, leur relation est surtout de nature juvénile et exubérante : Yukari prend plaisir à provoquer Nyamo - en prétendant que les professeurs d'EPS sont « stupides » et en lui rappelant ses histoires d'amour passées, qu'elle aborde facilement et sans réserve lorsqu'elle devient ivre, dans le but d'empêcher Yukari de l'être elle-même - mais la vengeance de cette dernière est subtile. Ceci fait en certains points ressembler ce duo à celui formé par Tomo et Yomi.
- Kimura (木村?)

Seul personnage masculin régulier de la série, c'est un professeur de littérature classique, à la bouche constamment grande ouverte et aux yeux dissimulés par des lunettes, il semble toujours attiré par les étudiantes (raison qu'il admet être celle qui l'a poussé à exercer cette profession), notamment pour Kaorin. Toutes les occasions et excuses sont bonnes pour lui pour pouvoir « observer plus en détail leur anatomie », dont les « Fêtes du sport » pour lesquelles il dit préférer que « les filles rentrent leurs t-shirts dans leurs shorts ». Son honnêteté le rend populaire auprès de certains élèves masculins. Il est malgré tout marié avec une belle femme attentionnée - stéréotype de beauté - et est père d'une petite fille à l'air éveillé. Il se révélera finalement être une personne au grand cœur, n'hésitant pas, tout comme sa femme, à s'investir dans les causes charitables et à aider les autres.

### Personnages secondaires
- Chihiro Inoue (井上千尋?)[8]

Amie de Kaorin, dont elle subit parfois les foudres sans savoir pourquoi - spécialement lorsque Sakaki est évoquée.
- Chiyo-chichi (ちよ父?)

Créature fantastique aux physique et comportement étranges que Sakaki et Ōsaka assimilent au père de Chiyo dans leurs rêves (étant donné que le même n'est jamais apparu en personne). Il se déplace par lévitation, change de couleur suivant ses émotions, et n'aime pas la couleur rouge. Il dit souvent des phrases dans un anglais cassé, comme dans le rêve d’Ōsaka. Bien qu’il ressemble plus à un chat, on ne sait pas avec certitude ce qu’est cette créature.
- Michiru (alias Miruchii) et Yuka

Deux amies d'enfance de Chiyo, toujours à l'école primaire, et qui ressemblent sous certains aspects à Yukari et à Minamo.
- Masāki Ōyama (大山将明?)

Élève garçon (le seul nommé de l'histoire) qui a été désigné d'office délégué de classe du premier semestre, au tout début de l'histoire, ayant "une tronche de délégué" (dixit Yukari) et, chose que l'on apprendra un peu plus tard, de bons résultats en anglais. Il se pose en disciple de Kimura. Ses apparitions dans l'anime font figure de figuration.
- On trouve également un dernier professeur, jamais nommé, aux cheveux clairs, n'intervenant que dans quelques discussions avec Yukari dans le manga ; ainsi qu'une autre élève, aux cheveux nattés, vue à quelques occasions en compagnie de Kaorin ou Chihiro.

### Animaux
- Kamineko (かみねこ?)

Alias « le chat qui mord », il est le chat gris que Sakaki rencontre souvent sur le chemin de l'école. Celui-ci prend visiblement plaisir à mordre sa main qu'elle tend irrésistiblement pour essayer de le caresser, ce qu'elle n'arrivera jamais à faire. Il ira même jusqu'à prendre des airs malheureux pour enfin pouvoir obtenir son plaisir quotidien aux dépens de Sakaki.
- Tadakichi (忠吉さん?)

Le chien blanc de Chiyo, un chien de montagne des Pyrénées (pour des impératifs de traduction, il est devenu un Berger des Abruzzes dans la version française). Il est très grand - ce qui permet à sa maitresse de le monter tel un poney - et gentil. C'est aussi un bon ami de Sakaki, car il se laisse aisément caresser.
- Mayā (マヤー?)

Le chat sauvage d'Iriomote que Sakaki adoptera à la fin de l'histoire. Rencontré sur l'île du même nom lors d'un voyage scolaire, celui-ci se révélera être le seul chat qui se laissera être approché par l'élève. Il ira même jusqu'à aller la retrouver lorsque sa mère mourra. Il tient son nom de Yamamaya, mot local désignant cette race de chats. Chiyo le garde chez elle jusqu'à ce que Sakaki prenne son indépendance. Il a un tempérament calme, mais peut se montrer très agressif lorsqu'il se sent — ou qu'il sent sa maîtresse — agressés.
- Nekokoneko (ねここねこ?)

Orthographié Neco Coneco dans certains dessins du manga et désigné dans les dialogues français par le nom chat & chaton, il est un modèle de peluche à la mode, représentant comme son nom le suggère un chat blanc surmonté de son chaton. Il s'agit de l'objet fétiche de Sakaki, possiblement inspiré par les peluches Tare Panda en vogue à la fin des années 1990.

## Médias

### Manga
Azumanga Daioh a été écrit et illustré par Kiyohiko Azuma, principalement en yonkoma. Les chapitres non numérotés ont été sérialisés par MediaWorks dans le mensuel Dengeki Daioh de février 1999 à mai 2002. La série a été recueillie en quatre volumes de tankōbon.
Chacun des quatre volumes couvre environ une année de la vie des personnages.
Une nouvelle édition en trois volumes a été publiée au Japon par Shogakukan pour commémorer le 10e anniversaire du manga avec le premier volume, couvrant la première année de lycée, publié le 11 juin 2009.

#### Origine du titre
Le titre Azumanga Daioh n'a pas de véritable signification, il s'agit d'un mot-valise composé du nom de l'auteur, Azuma, et du mot manga, auquel est accolé le Daioh du nom du mensuel. Les premiers ou presque mangas publiés de l'auteur, des strips parodiques, s'appelaient en effet Azumanga (« manga d'Azuma »), titre qui est resté à l'édition en volume. Quand Azuma a publié sa nouvelle série, il a donc simplement ajouté à l'ancien titre le Daioh, qui quant à lui vient du mensuel de BD dans lequel la série a été prépubliée, Dengeki Daioh.

#### Liste des volumes
| no                                         | Japonais          | Japonais          | Français       | Français      |
| no                                         | Date de sortie    | ISBN              | Date de sortie | ISBN          |
| ------------------------------------------ | ----------------- | ----------------- | -------------- | ------------- |
| 1                                          | 25 février 2000   | 978-4-8402-1467-4 | septembre 2005 | 2-351-42009-8 |
| Liste des chapitres : avril 1 à décembre 1 |                   |                   |                |               |
| 2                                          | 15 novembre 2000  | 978-4-8402-1691-3 | novembre 2005  | 2-351-42010-1 |
| Liste des chapitres : janvier 2 à août 2   |                   |                   |                |               |
| 3                                          | 25 septembre 2001 | 978-4-8402-1943-3 | janvier 2006   | 2-351-42033-0 |
| Liste des chapitres : septembre 2 à mai 3  |                   |                   |                |               |
| 4                                          | 25 juin 2002      | 978-4-8402-2128-3 | mars 2006      | 2-351-42040-3 |
| Liste des chapitres : juin 3 à mars 4      |                   |                   |                |               |

### Anime
L'anime est produit par le studio J. C. Staff.
L'anime version TV voit sa diffusion débuter au Japon le 8 avril 2002, et est resté sur les écrans jusqu'au 30 septembre 2002, d'abord sur la chaîne AT-X du satellite SkyPerfect, puis sur la chaîne hertzienne TV Tokyo. Dans la version satellite, chaque jour de la semaine, les téléspectateurs pouvaient découvrir un petit épisode de 5 minutes qui servait d'interlude entre d'autres émissions. Finalement une diffusion hertzienne prend le relais en compilant les 5 épisodes de la semaine sur satellite en un épisode de durée classique diffusé le lundi suivant. Ainsi, 130 épisodes de 5 minutes (soit 26 épisodes de 25 minutes) ont été produits. L'anime est distribué en France par Kazé.

#### Azumanga Web Daioh
Un épisode est diffusé sur Internet le 28 décembre 2000.

#### Musique
La bande-originale de l'anime est vendue en CD.

### Autres
Deux art books de l'anime sont publiés sous les titres Azumanga Daioh the Animation Visual Book 1 (あずまんが大王 THE ANIMATION ビジュアルブック(1))  (ISBN 4-8402-2203-7) et Azumanga Daioh the Animation Visual Book 2 (あずまんが大王 THE ANIMATION ビジュアルブック(2))  (ISBN 4-8402-2290-8) par MediaWorks le 26 août 2002 et le 10 décembre 2002, respectivement,
Trois jeux vidéo Azumanga Daioh sont également publiés. Azumanga Donjyara Daioh, un jeu puzzle similaire au mahjong, est publié par Bandai sur console PlayStation le 18 avril 2002. Azumanga Daioh Puzzle Bobble west publié par Taito Corporation uniquement sur arcade comme spin-off de Puzzle Bobble en décembre 2002. Azumanga Daioh Advance, un jeu vidéo de cartes, est publié par King Records sur Game Boy Advance le 25 avril 2003.

## Réception

### Manga
Le manga fait partie des plus importantes ventes de l'année 2004.

### Anime
D'après Fredzone, « Un humour léger et absurde se retrouve au cœur de la série, avec des interactions comiques amusantes entre des personnages très différents les uns des autres. Si vous cherchez une idée légère et amusante en matière de manga, Azumanga Daioh avec ses personnages attachants est un choix idéal. ».

### Documentation
- (en) Bill Randall, Azumanga Daioh, dans The Comics Journal no 292, Fantagraphics, octobre 2008, p. 204-206.